# اوریاک-دو-پیریگور
اوریاک-دو-پیریگور (به فرانسوی: Auriac-du-Périgord) یک کمون در فرانسه است که در canton of Montignac واقع شده‌است. اوریاک-دو-پیریگور ۱۸٫۶۳ کیلومتر مربع مساحت دارد ۹۰ متر بالاتر از سطح دریا واقع شده‌است.